# Heroica Zitácuaro
Heroica Zitácuaro (röviden Zitácuaro) város Mexikó Michoacán államának Oriente régiójában, lakossága 2010-ben meghaladta a 84 000 főt.

## Földrajz

### Fekvése
Zitácuaro Michoacán állam keleti szélén, a Vulkáni-kereszthegység csúcsai között helyezkedik el a Quencio-völgyben, közel México állam határához. A város területén a felszín nyugatról kelet felé emelkedik, nyugaton 1800 méteres tengerszint feletti magasságot ér el, míg keleten ennél több száz méterrel is magasabb, környékén pedig 3300 m-ig emelkedő csúcsok találhatók.

### Éghajlat
A város éghajlata meleg, de nem forró és viszonylag csapadékos. Minden hónapban mértek már legalább 25 °C-os hőséget, de a rekord nem érte el a 33 °C-ot. Az átlagos hőmérsékletek a januári 14,9 és a májusi 20,9 fok között váltakoznak, fagy nem fordul elő. Az évi átlagosan 1000 mm csapadék időbeli eloszlása nagyon egyenetlen: a júniustól szeptemberig tartó 4 hónapos időszak alatt hull az éves mennyiség több mint 70%-a.
| Hónap                                   | Jan. | Feb. | Már. | Ápr. | Máj. | Jún. | Júl. | Aug. | Szep. | Okt. | Nov. | Dec. | Év   |
| --------------------------------------- | ---- | ---- | ---- | ---- | ---- | ---- | ---- | ---- | ----- | ---- | ---- | ---- | ---- |
| Rekord max. hőmérséklet (°C)            | 27,2 | 30,6 | 31,6 | 32,2 | 32,7 | 30,9 | 26,0 | 28,9 | 25,8  | 25,4 | 30,0 | 27,2 | 32,7 |
| Átlagos max. hőmérséklet (°C)           | 21,3 | 23,1 | 25,6 | 27,8 | 27,9 | 24,2 | 22,1 | 22,2 | 21,9  | 22,2 | 22,3 | 21,2 | 23,5 |
| Átlaghőmérséklet (°C)                   | 14,9 | 16,1 | 18,2 | 20,3 | 20,9 | 19,2 | 17,6 | 17,6 | 17,4  | 17,0 | 16,4 | 15,1 | 17,6 |
| Átlagos min. hőmérséklet (°C)           | 8,5  | 9,2  | 10,9 | 12,7 | 14,0 | 14,2 | 13,2 | 13,1 | 13,0  | 11,7 | 10,5 | 9,1  | 11,7 |
| Rekord min. hőmérséklet (°C)            | 2,0  | 3,2  | 6,0  | 7,8  | 9,2  | 10,6 | 10,2 | 11,0 | 8,3   | 5,2  | 3,4  | 2,0  | 2,0  |
| Átl. csapadékmennyiség (mm)             | 42   | 57   | 6    | 14   | 47   | 211  | 188  | 166  | 155   | 83   | 19   | 7    | 995  |
| Forrás: Servicio Meteorológico Nacional |      |      |      |      |      |      |      |      |       |      |      |      |      |

## Népesség
A település népessége a közelmúltban folyamatosan növekedett:
| Év   | Lakosság |
| ---- | -------- |
| 1990 | 66 983   |
| 1995 | 74 824   |
| 2000 | 76 771   |
| 2005 | 78 821   |
| 2010 | 84 307   |

## Története

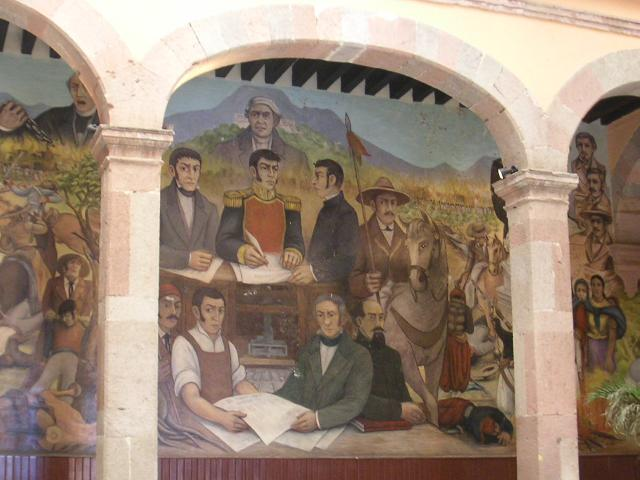
Festmény a zitácuarói juntáról a községi palotában

A város nevének eredetére több elmélet létezik. Van, aki szerint jelentése kötél, van, aki szerint rejtett hely, de a legvalószínűbb, hogy az otomik és a csicsimékek nyelvéből származó tzita, cue és ro szavakból származik, ami alapján jelentése ősök szentélyének helye.
A környék első lakói a pirinda, a mazava és az otomi törzsekhez tartoztak, majd 1330 körül az Yringari vezette taraszkók szállták meg. A spanyol hódítók érkezésekor a helyiek beszálltak az ellenük folyó küzdelembe, és Cuanicuti vezetésével még a Tenochtitlánt védelmező aztékokkal is szövetséget kötöttek. A 16. század közepén azonban a ferences hittérítőknek sikerült meghódítaniuk a helyiek többségének lelkét.
1765-ben az összefoglaló néven Villa de San Juan Tzitacuarónak nevezett város 11 részből állt: San Juan, San Andrés, San Mateo del Rincón, San Bartolomé, San Francisco el Nuevo, San Felipe, San Miguel Timbineo, San Francisco Quatepec, San Miguel Chichimiquillas, Santa María és a két templommal rendelkező Santa Isabel de Chandio.
Zitácuaro fontos szerepet játszott az 1810-ben kitört függetlenségi háborúban. 1811-ben Benedicto López fegyveres felkelést kezdett a városban, majd átadta a települést az észak felől ideérkező Ignacio López Rayónnak, aki a környékről élelmiszert és takarmányt gyűjtetett be, eltorlaszoltatta a városba vezető utakat és árkot ásatott a város köré. Rayón augusztus 19-én hívta életre a Legfelsőbb Amerikai Nemzeti Juntát, azaz a zitácuarói juntát, ami a függetlenségi felkelők egyik első kormányzati szerve volt. A spanyolok azonban Félix María Calleja vezetésével 1812 januárjának első napjaiban elfoglalták a várost, így a junta tagjai menekülésre kényszerültek. Az új megszállók felgyújtották a várost.
Zitácuaro község 1831. december 10-én jött létre. 1855. április elsején újra felgyújtották a várost: ezúttal Antonio López de Santa Anna hívei, bosszúból azért, mert a lakosság a szabadelvű pártot támogatta. A harmadik felgyújtásra 1865-ben került sor: a tettesek a francia megszálló csapatok voltak, akik Zitácuaro kivételével már egész Michoacán államot birtokukba kerítették. Ennek a háborúnak az idején México állam kormányzója, Vicente Riva Palacio Tolucából Zitácuaróba menekült, ahol találkozott a franciaellenes gerillaharcosokkal.
1858. november 17-én a függetlenségi háborúban tanúsított érdemeiért a városa megkapta a Ciudad de la Independencia (A függetlenség városa) címet, majd 1868. április 20-án Benito Juárez az Heroica (hősies) előtagot adományozta neki, amit hivatalos megnevezésekben azóta is használnak.

## Turizmus, látnivalók

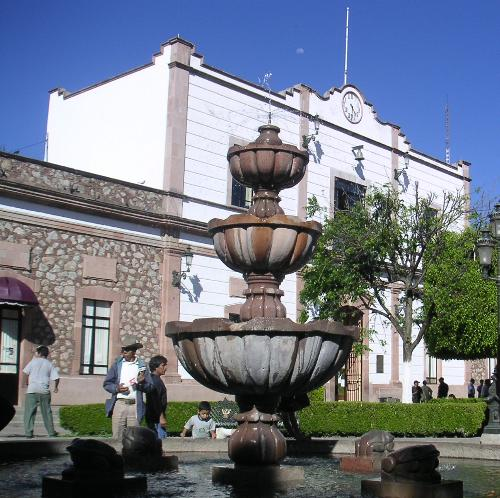
A községi palota és egy szökőkút

A város nem kimondott turisztikai célpont, múzeumai sincsenek, de megtekinthető például a községi palota, ahol egy falfestmény emlékezik a zitácuarói juntára.
Minden évben a szokásos vallási ünnepeken kívül február 5-én mezőgazdasági, kereskedelmi és kézművesfesztivált tartanak, augusztus 19-én pedig megemlékeznek a juntáról is.